# Pölitz (Allemagne)
Pour les articles homonymes, voir Pölitz.
Pölitz est une commune allemande du Schleswig-Holstein, située dans l'arrondissement de Stormarn (Kreis Stormarn), à quatre kilomètres au sud de la ville de Bad Oldesloe. Pölitz fait partie de l'Amt Bad Oldesloe-Land (« Bad Oldesloe-campagne ») qui regroupe neuf communes autour de Bad Oldesloe.